# Xǔ Jìng
Dans ce nom chinois, le nom de famille, Xǔ, précède le nom personnel.
Pour les articles homonymes, voir Xu Jing.
Xǔ Jìng (en chinois simplifié : 许竞), né en 1927 à Fushun dans la province du Liaoning en Chine et mort le 15 octobre 2011, était un alpiniste chinois connu pour être le meneur de l'expédition ayant accompli la première ascension du Shishapangma le 2 mai 1964.

## Biographie
Il se forme à l'alpinisme en URSS en 1955. En 1956, il prend la tête du premier programme d'entraînement en alpinisme organisé par la Fédération nationale des syndicats de Chine. La même année, il fait partie aux côtés de Liu Lianman de l'expédition sino-soviétique réalisant la première ascension du Mustagh Ata. Le 2 mai 1964, il mène une équipe de grimpeurs au sommet du Shishapangma, dernier sommet de plus de huit mille mètres encore invaincu.